# Owik Ogannisian
Owik Ogannisian (ros. Овик Оганнисян) – rosyjski bokser, brązowy medalista Mistrzostw Europy z roku 2013, mistrz Rosji z roku 2012.
W listopadzie 2012 roku został mistrzem Rosji w kategorii muszej. W finale pokonał na punkty (15:9) Muhammada Shekhova. W czerwcu 2013 roku był uczestnikiem Mistrzostw Europy w Mińsku, na których rywalizował w kategorii muszej. Rywalizację rozpoczął od zwycięstwa w 1/8 finału nad Włochem Vincenzo Picardim. W ćwierćfinale pokonał nieznacznie na punkty (2:1) Gruzina Avtandila Chubabrię, zapewniając sobie miejsce na podium. W półfinale Ogannisian przegrał z reprezentantem Irlandii Michaelem Conlanem, ulegając mu nieznacznie na punkty (1:2).